# Osip Michajlovič Lerner
Osip Michajlovič Lerner, noto anche come Y. Y. (Yosef Yehuda) Lerner, (Berdichev, 13 gennaio 1847 – 23 gennaio 1907), è stato un letterato, scrittore e critico letterario russo di origine ebraica.
Originariamente un maskil, un propugnatore dell'Haskalah, o "Illuminismo ebraico", divenne un pioniere nel campo del teatro e del folklore yiddish, nonché della critica letteraria. Nei suoi ultimi anni si convertì al cristianesimo e scrisse un libro in cui denunciava gli ebrei.

## Biografia
Lerner nacque a Berdichev (oggi Berdychiv), Governatorato di Kiev, allora facente parte dell'Impero russo. Dopo aver frequentato la locale scuola ebraica, all'età di 13 anni andò a studiare al ginnasio nella vicina Žytomyr. Nel 1866 si trasferì a Odessa, dove per un anno frequentò le lezioni presso la facoltà di giurisprudenza della neonata Università di Odessa e da allora iniziò a dedicarsi interamente alle attività letterarie.
Nel 1881, poco dopo l'assassinio dello zar Alessandro II, Lerner affittò il Teatro Mariinskij di Odessa, Governatorato di Cherson (allora parte della Russia imperiale) per presentare il Teatro yiddish. Presentò dapprima opere di Nahum Meir Schaikewitz e Moshe Leib Lilienblum, poi fu il primo a presentare il teatro classico europeo in yiddish, traducendo il materiale ma non alterandolo radicalmente o aggiungendo canzoni. Fu il primo a presentare produzioni in lingua yiddish di Uriel Acosta di Karl Gutzkow e La Juive di Fromental Halevy, tratta dall'opera omonima di Eugène Scribe. Jacob Adler, nelle sue memorie, osserva che "entrambi erano lavori su soggetti ebraici ed entrambi erano nel repertorio di ogni importante tappa europea dell'epoca".
Sua figlia, Tina Lerner, divenne una nota pianista.